# Julio Cesar Feitosa
Julio Cesar da Silva Feitosa, mais conhecido como Julio Cesar (São Paulo, 29 de julho de 1981), é um jogador de futebol de salão brasileiro, que atua como ala direito e pivô. Formado em Direito, atualmente joga pela equipe do Sindpd de São Paulo.

## Carreira

### Inicio
Iniciou suas atividades nas equipes de futsal do Corinthians, tornando-se vice-campeão metropolitano juvenil em 1999.

### Trajetória futebolística
Convidado por Eduardo Amorim, acabou migrando-se para o futebol de campo; sem grandes oportunidades no Corinthians acabou transferindo-se para o Jacareí, onde permaneceu por duas temporadas como atleta profissional de futebol. Diante das dificuldades em se tornar um atleta de expressão nacional, abandonou a tão sonhada profissão e decidiu seguir seus estudos.
Continuou a atuar futebolisticamente nas equipes amadoras de São Paulo; sua facilidade com a bola nos pés, chamou a atenção das equipes amadoras análogas a profissionais. Em 2005 foi convidado pela equipe do Sindpd para atuar no futebol de salão. Em 2013, tornou-se bicampeão paulista de futebol de salão AMF pela equipe do Sindpd. O título garantiu a participação da equipe e do atleta no Campeonato Sul-Americano de Clubes Campeões de Futebol de Salão na Argentina.
Em 2014, transferiu para a equipe do Caciques del Quindío, para disputar o mais importante campeonato profissional da América do Sul, ou seja, a Copa Profesional de Microfútbol, na Colômbia; em seu retorno ao Brasil, tornou-se tricampeão paulista pela equipe do Sindpd; participando novamente do Campeonato Sul-Americano de Clubes Campeões de Futebol de Salão, desta vez em Assunção, no Paraguai.
Em 2015, jogando pelo Sindpd, disputou mais um Campeonato Sul-Americano de Clubes Campeões de Futebol de Salão, realizado na cidade de Miguelópolis no Brasil. Em dezembro de 2015, tornou-se tetracampeão paulista de futebol de salão.

### Seleção Brasileira
Em 2013, devido as grandes atuações no Campeonato Paulista de Futebol de Salão, foi convocado por Daniel Castilho para a Seleção Brasileira, conquistando o titulo mais importante de sua carreira, a medalha de bronze nos Jogos Mundiais, na cidade de  Guadalajara de Buga na Colômbia,
Em 2015, convocado para defender a Seleção Brasileira no XI Mundial de Futebol de Salão na Bielorrússia.

### Futebol society
Desde 2011, o atleta concilia suas atuações profissionais no futebol de salão  e no futebol society onde disputa o Campeonato Paulista de Futebol Society da 1ª divisão,  pela equipe do Engemon da capital paulista.

## Conquistas

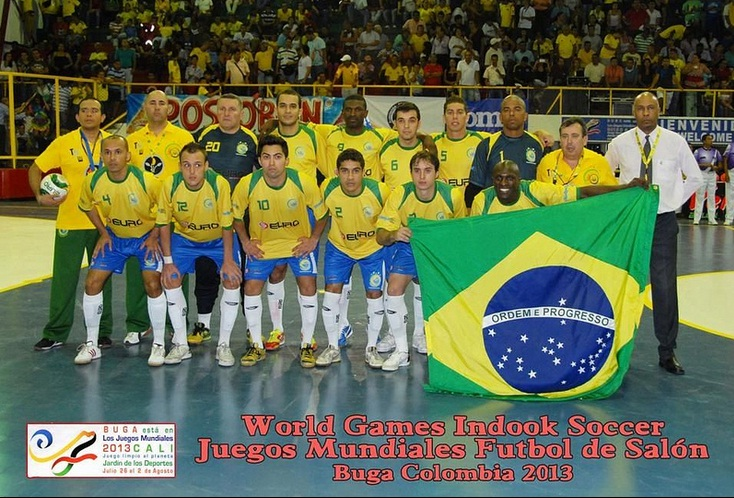
Seleção Brasileira de Futebol de Salão - Medalha de bronze nos Jogos Mundiais em 2013.

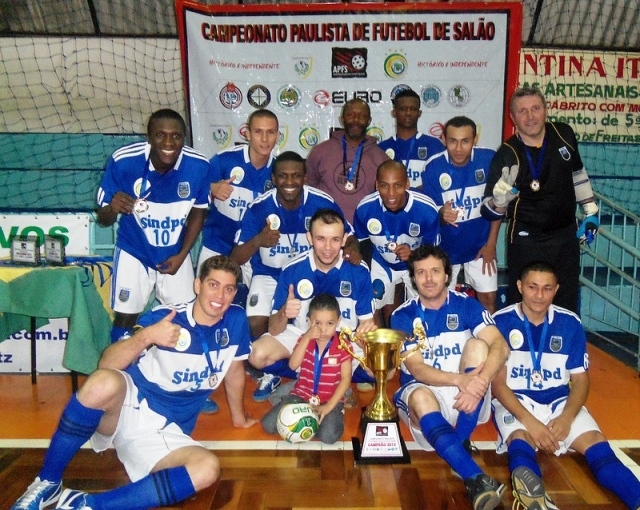
Julio Cesar, bicampeã paulista em 2013, com a equipe principal masculino do Sindpd.

### Como jogador (futsal)
S.C. Corinthians Paulista
- Campeonato Metropolitano - juvenil: vice-campeão - 1999

### Como jogador (futebol de salão)
Sindpd
- Campeonato Paulista de Futebol de Salão - principal: campeão - 2012,[11] 2013, 2014 e 2015.
- Copa Kaizen de Futebol de Salão - principal: campeão - 2012.[12]
- Copa Brasil de Clubes - principal: campeão - 2015.

Seleção Brasileira
- IX Jogos Mundiais/The World Games:  - medalha de bronze - 2013.

### Como jogador (futebol society)
Engemon
- Campeonato Paulista de Futebol Society - série ouro - principal: vice-campeão -  2011 e 2012.

## Prêmios individuais

### Artilharia
- Campeonato Paulista de Futebol de Salão: 2015 - 18 gols (Sindpd).[6]